# Trawny
Trawny – potok, prawy dopływ Wielkiego Rogoźnika.
Kilka cieków źródłowych potoku znajduje się w miejscowości Maruszyna w województwie małopolskim, w gminie Szaflary. Najwyższe ze źródeł znajdują się na wysokości około 740 m. Niektórych z nich mają wydajność: 70 l/godz., 80 l/godz. i 150 l/godz. Od wysokości około 635 m potok spływa jednym korytem. Na jego prawym zboczu wznosi się Rogoźnicka Skałka. Potok spływa od tego miejsca w kierunku północnym przez obszar miejscowości Rogoźnik i na wysokości ok. 612 m uchodzi do Wielkiego Rogoźnika.
Niemal cała zlewnia potoku Trawny znajduje się na Pogórzu Gubałowskim, tylko dolny odcinek ujściowy na płaskim terenie Kotliny Nowotarskiej.